# Shungnak
Shungnak é uma cidade localizada no estado americano de Alasca, no Distrito de Northwest Arctic.

## Demografia
Segundo o censo americano de 2000, a sua população era de 256 habitantes.
Em 2006, foi estimada uma população de 268, um aumento de 12 (4.7%).

## Geografia
De acordo com o United States Census Bureau, a localidade tem uma área de 25,0 km², dos quais 21,7 km² cobertos por terra e 3,3 km² cobertos por água.

## Localidades na vizinhança
O diagrama seguinte representa as localidades num raio de 136 km ao redor de Shungnak.